# Лимонная нектарница
Лимонная нектарница (лат. Leptocoma zeylonica) — певчая птица из семейства нектарницевых.

## Описание
Лимонная нектарница длиной 10 см. Половой диморфизм присутствует. У самцов блестящий зелёного цвета верх головы и такие же пятна на плечах. Остальная часть головы и верхняя часть тела блестящие тёмно-зелёные. Концы внешних перьев хвоста слегка окрашены в белый цвет. Голова самок окрашена в бледно-серый цвет, спина серо-бурая, окраска оперения на груди и крыльев светлее чем у самцов.

## Распространение
Птица живёт в тропической Южной Азии, в Бангладеш, Индии, Мьянме и Шри-Ланке.

## Питание
Лимонная нектарница питается чаще нектаром, иногда насекомыми, особенно в период выкармливания птенцов. При поедании нектара цветков мангров Bruguiera gymnorrhiza и Bruguiera sexangula перья на голове птиц слипаются и им приходится тратить много времени на их чистку.

## Подвиды
Различают два подвида:
- Nectarinia zeylonica flaviventris (Hermann, 1804) — Индия и Бангладеш.
- Nectarinia zeylonica zeylonica (Linnaeus, 1766) — Шри-Ланка.